# Généalogies du Jesus College MS. 20
Les Généalogies du Jesus College MS. 20 sont une collection galloise de généalogies conservé sur un unique manuscrit à Oxford, Bibliothèque Bodléienne, Jesus College, sous la cote MS 20, folios 33r–41r. Rédigée en vieux gallois, cette collection présente la lignée de plusieurs personnalités galloises du Moyen Âge notamment de la région sud. La collection a été réunie au XIVe siècle, mais plusieurs généalogies sont plus anciennes.
Les derniers pedigrés à être inclus dans le manuscrit sont ceux de Llywelyn ab Iorwerth (mort en 1240) et Rhys Gryg (mort en 1234). Une partie du contenu est commune avec la collection antérieure Harleian genealogies.

### Sources secondaires
- (en) Siddons, Michael. "Genealogies, Welsh." In Celtic Culture. A Historical Encyclopedia, ed. John T. Koch. 5 vols. Santa Barbara et al., 2006. p. 800–2.

### Éditions
- (en) Egerton Phillimore and J. Gwenogfryn Evans (ed.). "Pedigrees from Jesus College MS. 20." Y Cymmrodor 8 (1887). p. 77–92.
- Éditions en ligne :
  - (en) "Full-text resources for ‘Dark Age’ history", Keith Fitzpatrick-Matthews.
  - (en) "Welsh Genealogies from Jesus College MS 20", Celtic Literature Collective.
  - (en) Jesus 20 page 33r, Welsh Prose 1350-1425. Diplomatic edition.